# Killers
Killers — музичний альбом гурту Kiss. Виданий травень 1982 року лейблом Phonogram. Загальна тривалість композицій становить 46:35. Альбом відносять до напрямку хард-рок.

## Список пісень
Сторона перша
1. «I'm a Legend Tonight» — 3:59
2. «Down on Your Knees» — 3:31
3. «Cold Gin» — 4:20
4. «Love Gun» — 3:17
5. «Shout It Out Loud» (ремікс) — 2:40
6. «Sure Know Something — 3:59

Сторона друга
1. »Nowhere to Run"- 4:32
2. «Partners in Crime» — 3:45
3. "Detroit Rock City — 3:53
4. "God of Thunder — 4:11
5. "I Was Made for Lovin' You — 4:18
6. "Rock and Roll All Nite (живий запис) — 3:58